# ДДТ
Тази статия се отнася за инсектицида ДДТ. За едноименната руска музикална група вижте ДДТ (група)
ДДТ или дихлордифенилтрихлоретан, (ClC6H4)2CHCCl3, е безцветно, кристално вещество, с температура на топене 108 °С, което е практически неразтворимо във вода, но с голяма разтворимост в мазнините и повечето органични разтворители. Обикновено съдържа около 15% от 2,4`-изомера и се получава от хлорал, хлорбензен и сярна киселина. ДДТ се използва като инсектицид със специфична миризма. Парализира нервната система на насекомите, а при топлокръвните животни се натрупва в тялото (в мастната тъкан). За повечето растения не е фитотоксичен. Употребата на ДДТ е забранена поради вредното действие върху човешкия организъм – смята се, че уврежда черния дроб, сърдечно-съдовата система, централната нервна система, спомага за появяването на тумори и предизвиква много мутации, освен това се акумулира в почвата, където може да се задържи десетки години.
С времето е открито, че ДДТ и някои от продуктите на неговото разлагане притежават хормоноподобни ефекти. Хищните птици снасят яйца с по-тънка черупка, в резултат на което популациите значително намаляват. Така например ДДТ е основният фактор за значително намаляване броя на белоглавия орел (националната птица на Съединените щати) и на сокола скитник до състояние на почти пълно изчезване на територията на САЩ.
Има подозрения, че ДДТ предизвиква рак при хората. По тези причини още през 1970-те години използването на ДДТ е забранено в повечето западни индустриално развити страни. В страните, ратифицирали Стокхолмската конвенция от 2004 г., производството и използването на ДДТ е разрешено само за борба с насекомите преносители, по-специално с преносителите на малария.
Проучване, извършено от учени в Колумбийския университет в Ню-Йорк с подкрепата на Националния институт по здраве и околна среда, резултатите от което са публикувани през 2018 г., показва ясна връзка между аутизма и ДДТ. Проучването е направено измежду 778 деца с аутизъм, родени в периода 1987 и 2005 г. При него са взети серумни проби от ранната бременност на майките и са изследвани за наличието на ДДЕ (дихлородифенил дихлороетилен), съединение, което се съдържа в отровата. Резултатите показват, че броят на децата с аутизъм е по-висок сред потомството на майките с най-високи нива на ДДЕ в кръвта.
ДДТ е открит от швейцарския учен Паул Мюлер през 1939 г. През 1948 година той получава Нобелова награда за медицина за откритието си, тъй като ДДТ било използвано за предотвратяване на епидемии от коремен тиф, малария и други силно заразни болести в началото на Втората световна война.
Производството на ДДТ кулминира през 1963 г. с 82 000 тона годишно. През 1962 г. авторката Рейчъл Карсън поставя под въпрос безопасността на химикала в своята книга „Тиха пролет“. И макар тя да не твърди, че той трябва да бъде забранен, последвалото екологично движение в крайна сметка довежда до забраната на ДДТ в САЩ през 1972 г., а по-късно и в цял свят.